# HD 224355
HD 224355，又名BD+54 3076，SAO 35917、HR 9059，是一颗恒星，视星等为5.55，位于銀經115.29，銀緯-6.36，其B1900.0坐标为赤經23h 52m 5.8s，赤緯+55° -6.36′ 58″。